# HMS Shannon (1855)

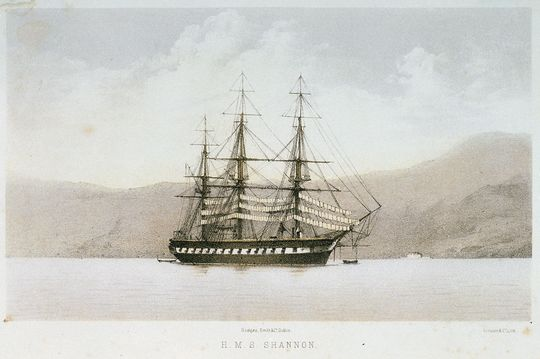
Illustration du XIXe siècle d'un HMS Shannon provenant du National Maritime Museum.

Le HMS Shannon est une frégate à hélice de 51 canons.